# Ustawa Veil
Ustawa Veil – potoczna nazwa ustawy z 17 stycznia 1975 roku o dopuszczalności przerywania ciąży, która nadała ramy prawne depenalizacji aborcji we Francji.

## Historia
Głosowanie nad ustawą poprzedzała legalizacja antykoncepcji w 1967 r., „Manifest 343” (1971), proces w Bobigny w 1972 r. (w którym cztery kobiety oskarżone były o doprowadzenie do zabiegu aborcji u zgwałconej nieletniej i, ostatecznie, trzy z nich uniewinnione) oraz „Manifest 331” z 1973 roku, podpisany przez 331 lekarzy, przyznających się do przeprowadzenia zabiegów przerywania ciąży. Głosowanie w Zgromadzeniu Narodowym poprzedzone było burzliwymi debatami oraz sprzeciwem wobec ustawy części społeczeństwa francuskiego i powstaniem francuskiego ruchu antyaborcyjnego (min. w 1971 roku zostało założone pierwsze francuskie stowarzyszenie na rzecz ochrony życia nienarodzonego — Laissez-les-vivre).
Ustawa powstała z inicjatywy prezydenta Francji Valéry'ego Giscard d’Estaing, wkrótce po jego zaprzysiężeniu. W głosowaniu za zmianą prawa opowiedzieli się prawie wszyscy posłowie z partii lewicowych i centrowych, mimo sprzeciwu licznych deputowanych z prawicy. Została jej nadana nazwa „ustawy Veil” na cześć twórczyni, Simone Veil, ówczesnej minister zdrowia. Ustawa ta uzupełnia przepisy „ustawy Neuwirth”, legalizującej we Francji stosowanie antykoncepcji, uchwalonej w 1967 roku.

## Treść ustawy
Zgodnie z ustawą Veil medyczne przerwanie ciąży (fr. IMG – interruption médicale de la grossesse), może zostać przeprowadzone w określonych okolicznościach: gdy taką wolę wyraża kobieta lub gdy lekarze lub eksperci wyrażają zgodę na zabieg, a także gdy nie ma dla niego alternatywy ze względu na uszkodzenia płodu lub zagrożenie życia kobiety - aborcja wskazana ze względów medycznych.
Ustawa legalizuje także dobrowolne przerwanie ciąży (fr. IVG – interruption volontaire de la grossesse), które może zostać przeprowadzone dobrowolnie, gdy wolę zabiegu wyraża kobieta, przed upływem 10 tygodnia ciąży.